# Agalenocosa denisi
Agalenocosa denisi là một loài nhện trong họ Lycosidae.
Loài này thuộc chi Agalenocosa. Agalenocosa denisi được Lodovico di Caporiacco miêu tả năm 1947.